# Vieux bazar de Skopje
Le vieux bazar de Skopje (en macédonien Стара скопска чаршија, et en albanais Çarshia e Vjetër) est le plus grand bazar des Balkans en dehors d'Istanbul. Il se trouve au nord du centre-ville de Skopje, capitale de la Macédoine du Nord, à proximité du Vardar. Le bazar est le seul quartier ancien de la ville à avoir largement survécu au tremblement de terre de 1963.
L'endroit devient un grand centre de commerce au XIIe siècle. Le bazar s'est ensuite considérablement agrandi sous le règne ottoman, qui a duré en Macédoine du Nord de la fin du XIVe siècle à 1912. À son apogée, il comptait plus de trente mosquées et plusieurs caravansérails. À partir du XIXe siècle, les activités commerciales ont progressivement rejoint la rive sud du Vardar, dans le centre-ville actuel, mais le bazar compte encore de nombreux magasins et c'est un lieu touristique important en Macédoine du Nord.
Aujourd'hui, le vieux bazar se trouve dans la commune skopiote de Čair et il se caractérise par une population majoritairement albanaise et par une minorité turque. En regard de ses richesses historiques et artistiques, il est classé par l'État macédonien.

## Situation

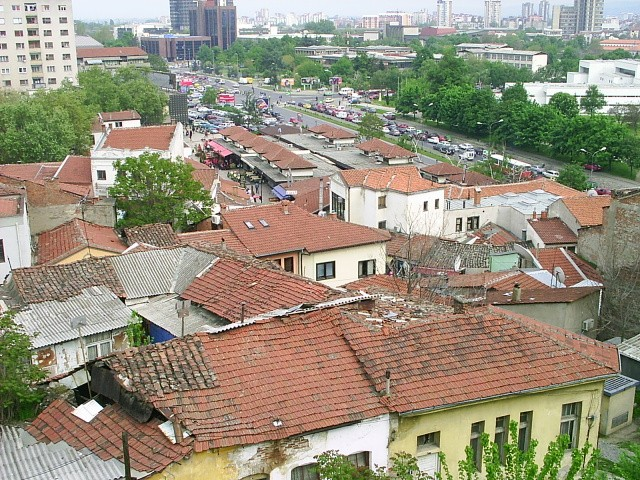
Les toits du bazar avec le boulevard Misirkov en arrière-plan.

Le bazar se trouve au nord du centre-ville de Skopje, sur la rive nord du Vardar et en contrebas de la forteresse. Il est construit sur un terrain hétérogène, qui combine la plaine sédimentaire et des collines rocheuses.
Ses limites sont difficiles à définir, car les travaux de modernisation effectués au XXe siècle l'ont fait rétrécir et ont isolé certains monuments caractéristiques. Le cœur du quartier s'articule autour de la rue des orfèvres (Кујунџија en macédonien). Au nord, il est bordé par le Bit Pazar, un grand marché, à l'ouest par la forteresse, au sud, par le boulevard Goce-Delčev, qui isole le hammam Daout Pacha, et à l'est par le boulevard Misirkov, qui l'isole notamment de la mosquée du Sultan Murat.
Autrefois, le quartier était traversé par une rivière, la Serava. Cette dernière existe toujours, mais elle a été déviée vers l'ouest dans les années 1960, afin de rendre le bazar plus salubre. Après avoir traversé le quartier, elle se jetait dans le Vardar au niveau de l'Académie macédonienne des sciences et des arts.
Le vieux bazar se trouve entièrement dans la commune de Čair, qui compte 64 773 habitants, dont plus de la moitié sont albanais. Un quart des habitants sont macédoniens, 7 % sont turcs et le reste est composé de Roms et de Bosniaques.

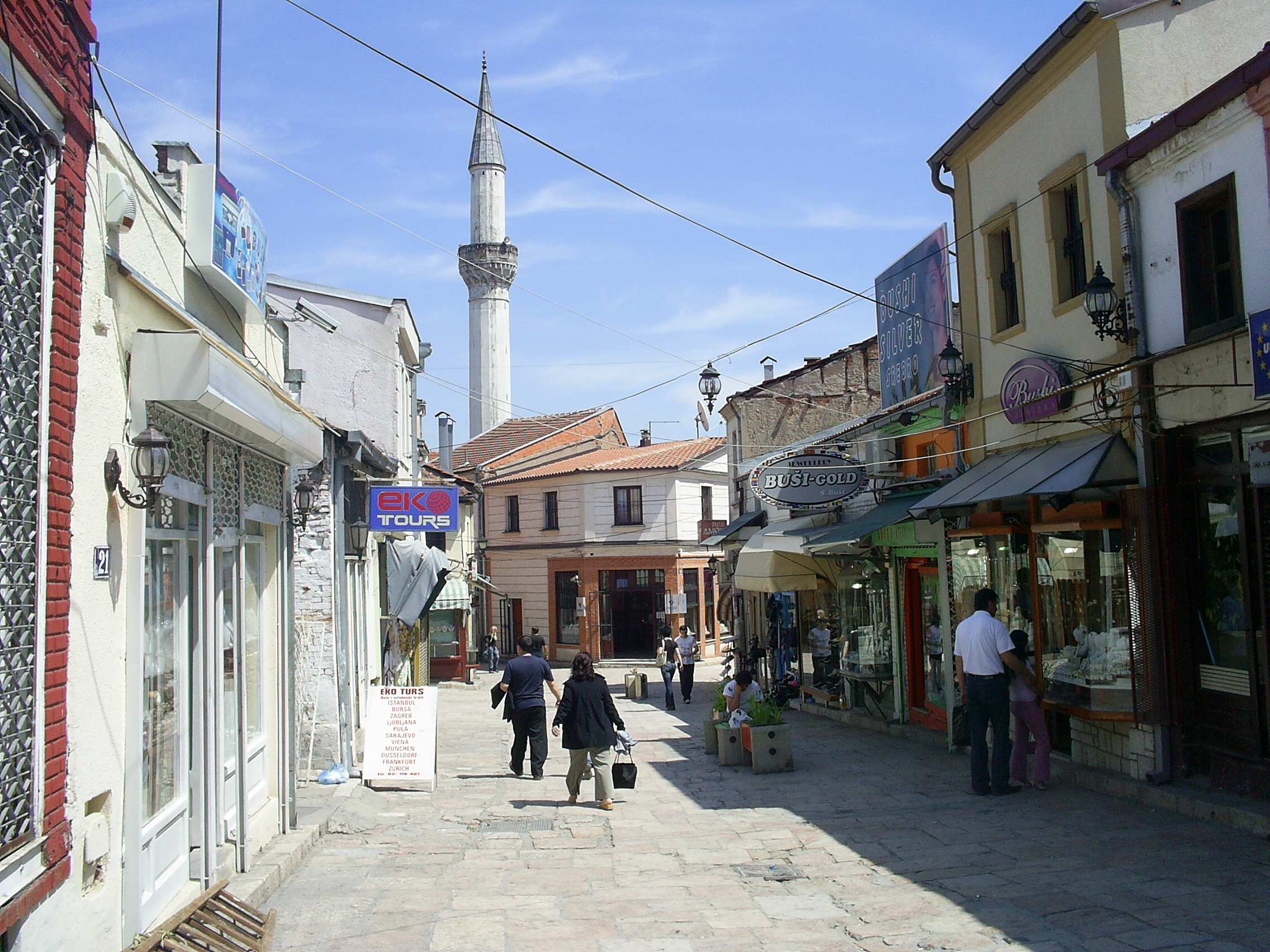
Une rue du bazar.
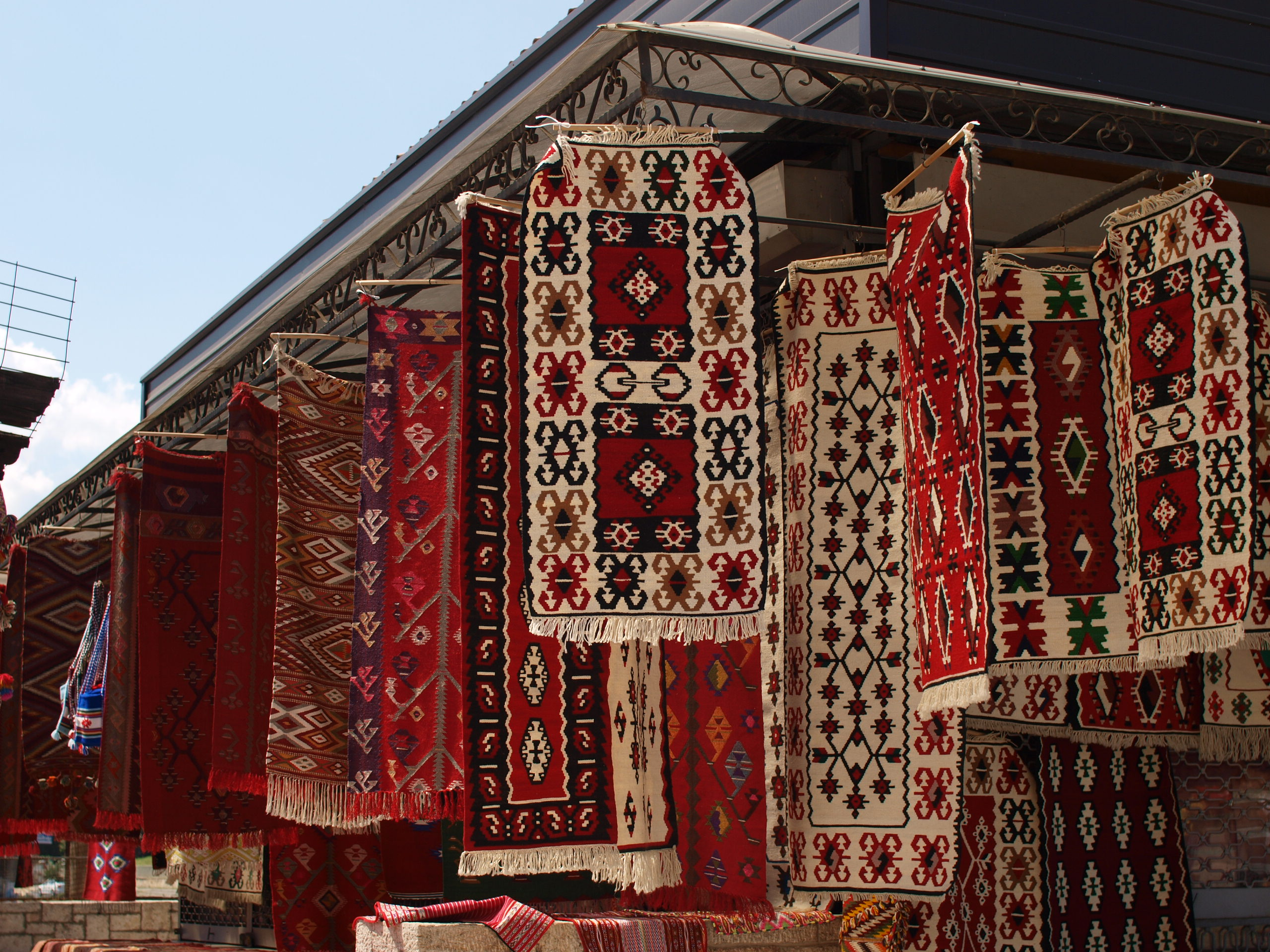
Un magasin de tapis.
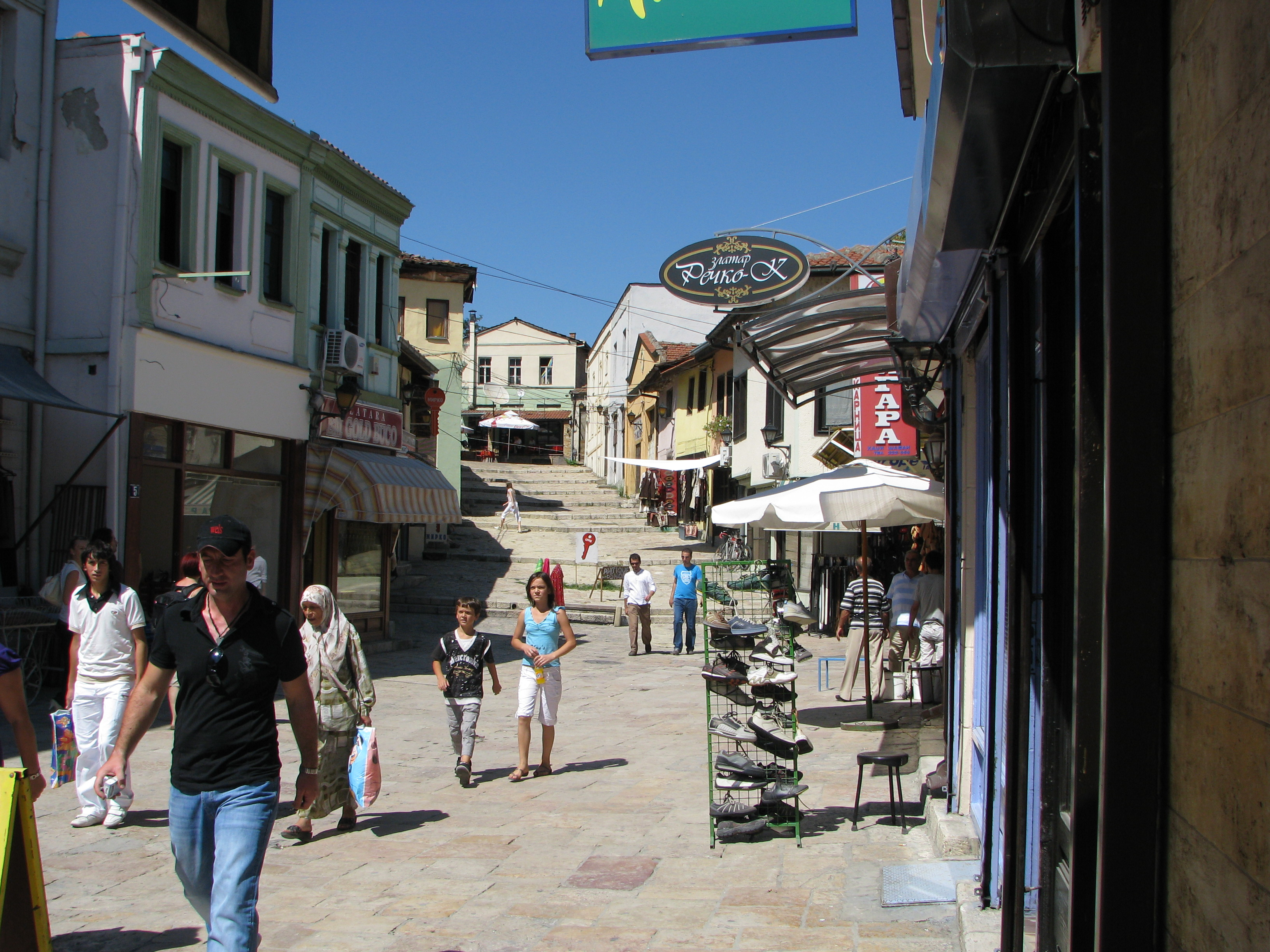
Une rue en escaliers.
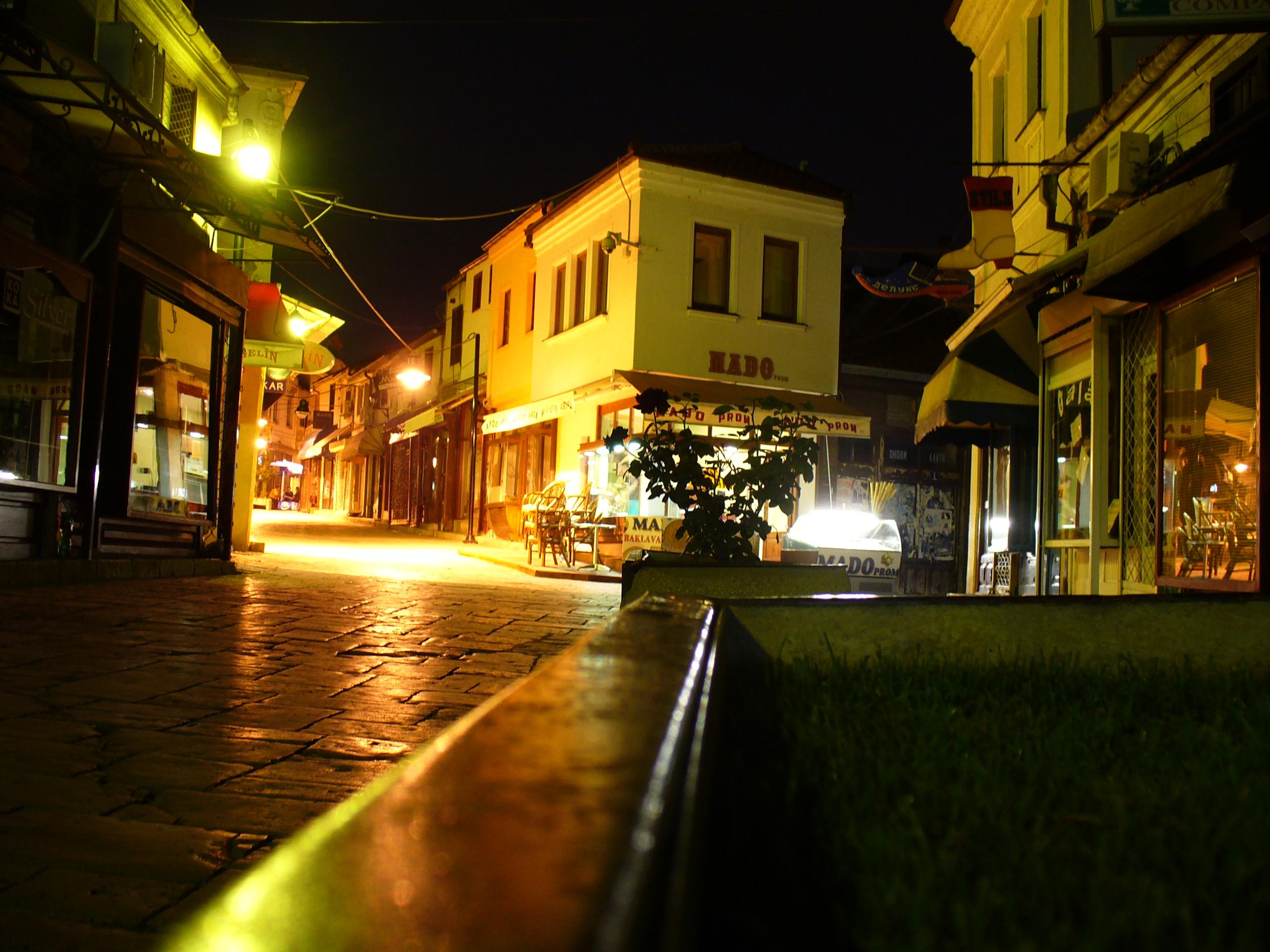
Le bazar de nuit.

## Histoire

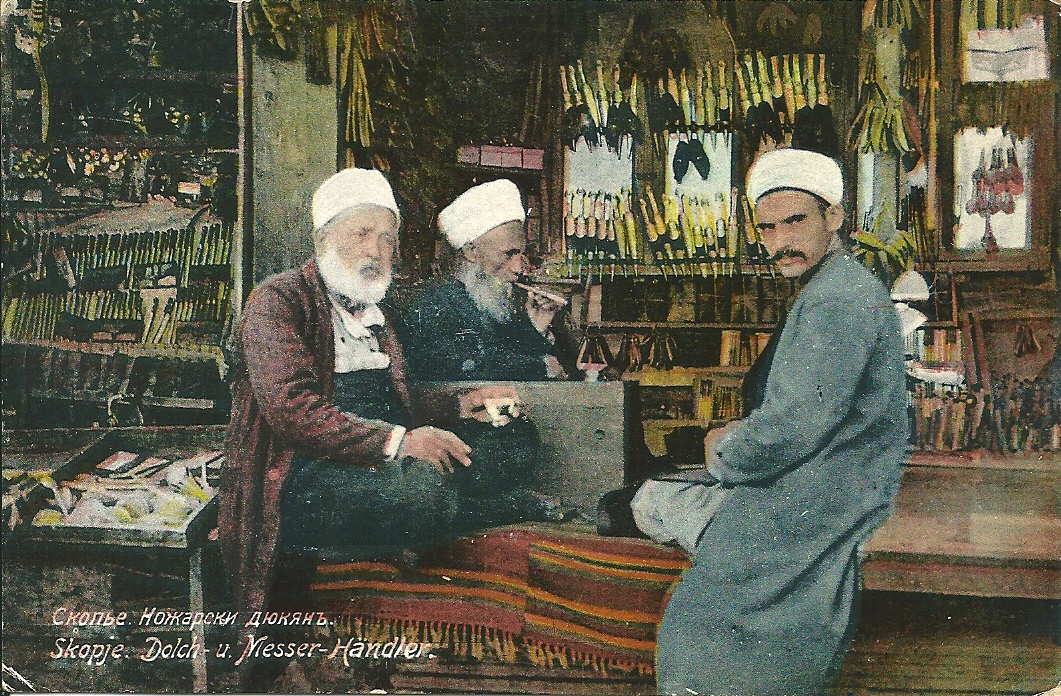
Des couteliers du bazar au début du XX.

Des fouilles archéologiques menées dans forteresse de Skopje, toute proche, suggèrent que le site du bazar a été occupé à partir de 4000 av. J.-C. La mention écrite la plus ancienne prouve quant à elle une occupation humaine à partir du VIe siècle av. J.-C., peut-être par une tribu péonienne.
Au VIe siècle, l'empereur byzantin Justinien fonde la forteresse sur la colline qui domine le quartier. L'emplacement du bazar devient un lieu de négoce portuaire entre le XIe siècle et le XIIe siècle, mais c'est après la conquête ottomane en 1392 que le bazar se met en place et que Skopje, rebaptisée Uskub, connaît son âge d'or. La ville devient majoritairement musulmane et sa physionomie est bouleversée par les nouvelles mosquées, les hammams et les caravansérails. Le développement du bazar est brusquement interrompu par un tremblement de terre en 1555, mais son activité reprend rapidement.

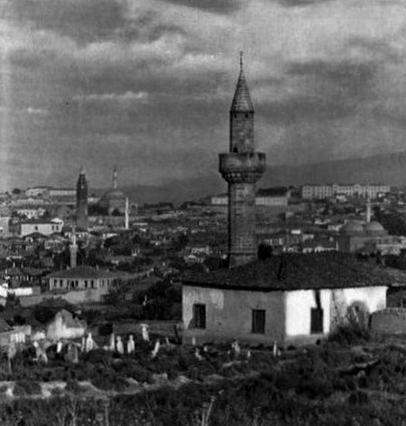
La mosquée Tutunsuz au début du XX. Elle a été détruite par le séisme de 1963.

Au XXe siècle, le bazar est profondément modifié. Tout d'abord, la fin de la domination ottomane et le rattachement de la Macédoine à la Serbie en 1912 entraînent l'occidentalisation de la ville. Les maisons à pans de bois du bazar sont peu à peu remplacées par des constructions en brique et en stuc, typiques de l'Europe centrale.
Ensuite, le tremblement de terre de 1963 détruit la ville à 80 % et le bazar est très touché. Si les maisons à structure en bois ont généralement résisté à la secousse, les édifices en pierre et en brique, comme les mosquées et les hammams, sont souvent très touchés. Certains sont restaurés ou reconstruits, d'autres sont définitivement déblayés. La création de voies rapides entraîne par ailleurs le mitage et le rétrécissement du bazar. Celui-ci se trouve notamment coupé du Vardar et du centre-ville par le boulevard Goce-Delčev.
Après le tremblement de terre, la Serava, très polluée et insalubre, est dérivée vers l'ouest, et elle ne traverse donc plus le bazar.
Le vieux bazar a été déclaré « héritage culturel d’importance prioritaire » et c'est une des principales attractions touristiques de Skopje. Toutefois, l'artisanat local souffre, car les magasins préfèrent vendre aux visiteurs des produits bon marché plutôt que les objets fabriqués dans les ateliers traditionnels. Enfin, les commissions chargées du développement et de la conservation de l'endroit favorisent les implantations de restaurants au détriment des artisans. Le quartier compte surtout des restaurants macédoniens, des salons de thé à l'orientale et des magasins d'or, importé de Turquie.

## Lieux et monuments

### Mosquées

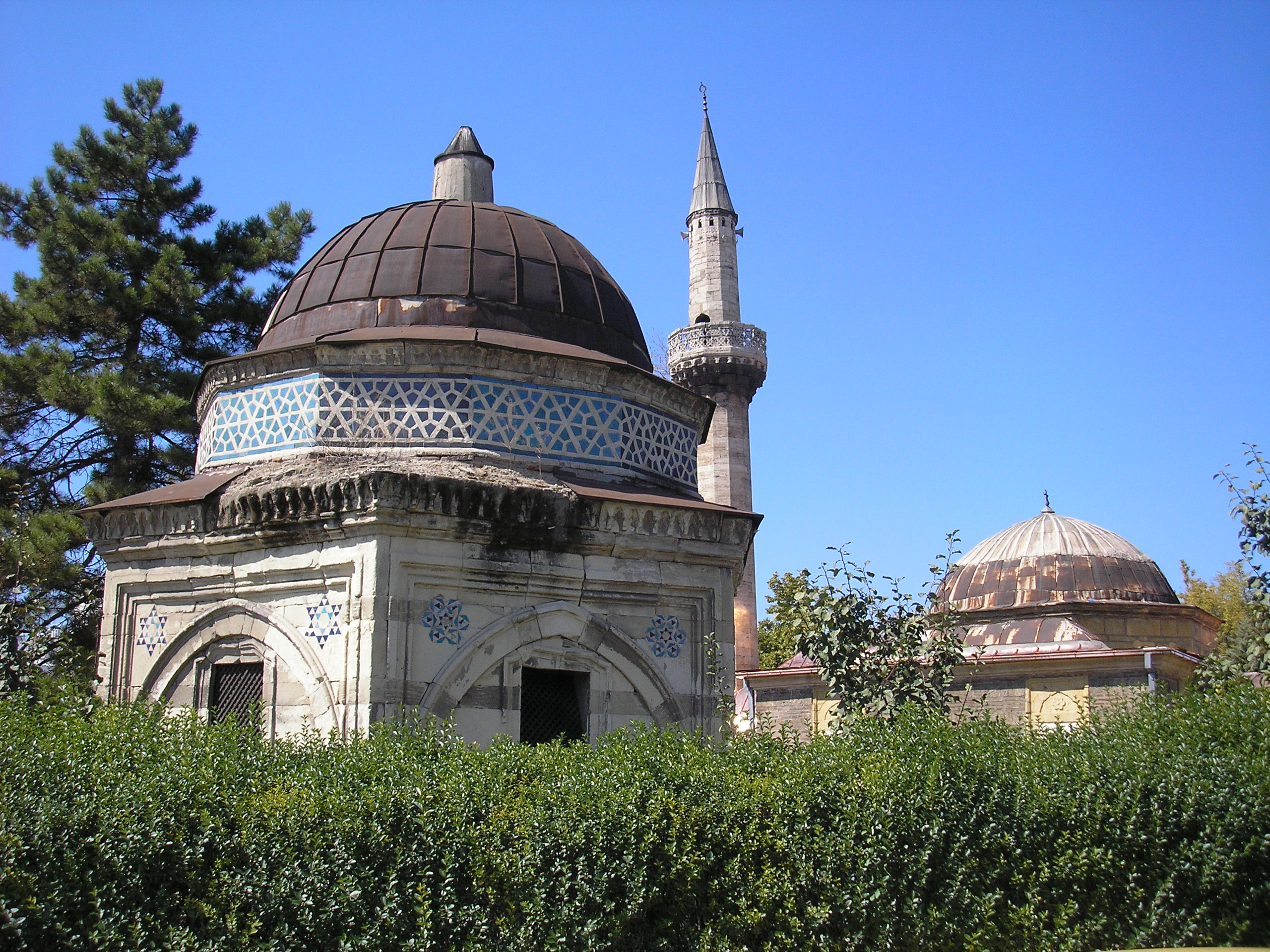
Le turbe d'Isa Beg.

L'édifice religieux le plus massif du quartier est la mosquée Mustafa Pacha, qui domine le bazar depuis une colline adossée à la forteresse. Elle a été construite pendant la seconde moitié du XVe siècle. Son jardin renferme un turbe en marbre. Endommagée par le séisme de 1963, elle a connu un vaste programme de restauration achevé en 2011 et financé par la Turquie.
La mosquée du Sultan Murat surplombe elle aussi le quartier depuis une colline, mais elle se trouve à son autre extrémité. Construite en 1436, c'est la plus vieille mosquée de Skopje qui nous soit parvenu. À l'époque ottomane, elle était accompagnée d'une medersa, d'un imaret et d'un cimetière, où sont encore visibles les turbes du sultan Bejan et de la famille Ali Pacha, originaire du Daghestan. Dans la cour de la mosquée se trouve aussi la tour de l'horloge, repère indispensable dans toute ville ottomane. Sa date de construction est inconnue, elle fut probablement édifiée entre 1566 et 1573, mais reçut son aspect actuel vers 1900.
Également construite sous le règne de Murat II, la mosquée Aladja a été commandée par Ishak Bey, un seigneur local. Ce lieu est surtout connu pour son turbe, à la délicate décoration vert turquoise et bleu clair. Ce turbe est le seul d'ex-Yougoslavie, avec celui de Yeni à Bitola, à avoir conservé ses faïences ornementales. Touchés par le tremblement de terre de 1963, la mosquée et le turbe furent ensuite largement restaurés. À proximité se trouve la mosquée Isa Bey, construite par le fils d'Ishak Bey, ainsi que la mosquée Yahya Pacha, dont le minaret, qui culmine à 55 mètres, est le plus haut des Balkans.
La mosquée Murat Pacha se dresse au centre du bazar et elle est reconnaissable grâce à sa fontaine extérieure. Détruite pendant le grand incendie de Skopje en 1689, elle n'a été reconstruite qu'en 1803. Elle est surtout connue pour son vieux cimetière qui renferme des tombes du XVIIIe siècle. Les petites rues du bazar renferment deux autres mosquées plus petites et plus discrètes, les mosquées Arasta et Kose Kadi, qui ont été détruites en 1963, puis reconstruites après l'indépendance de la Macédoine du Nord.

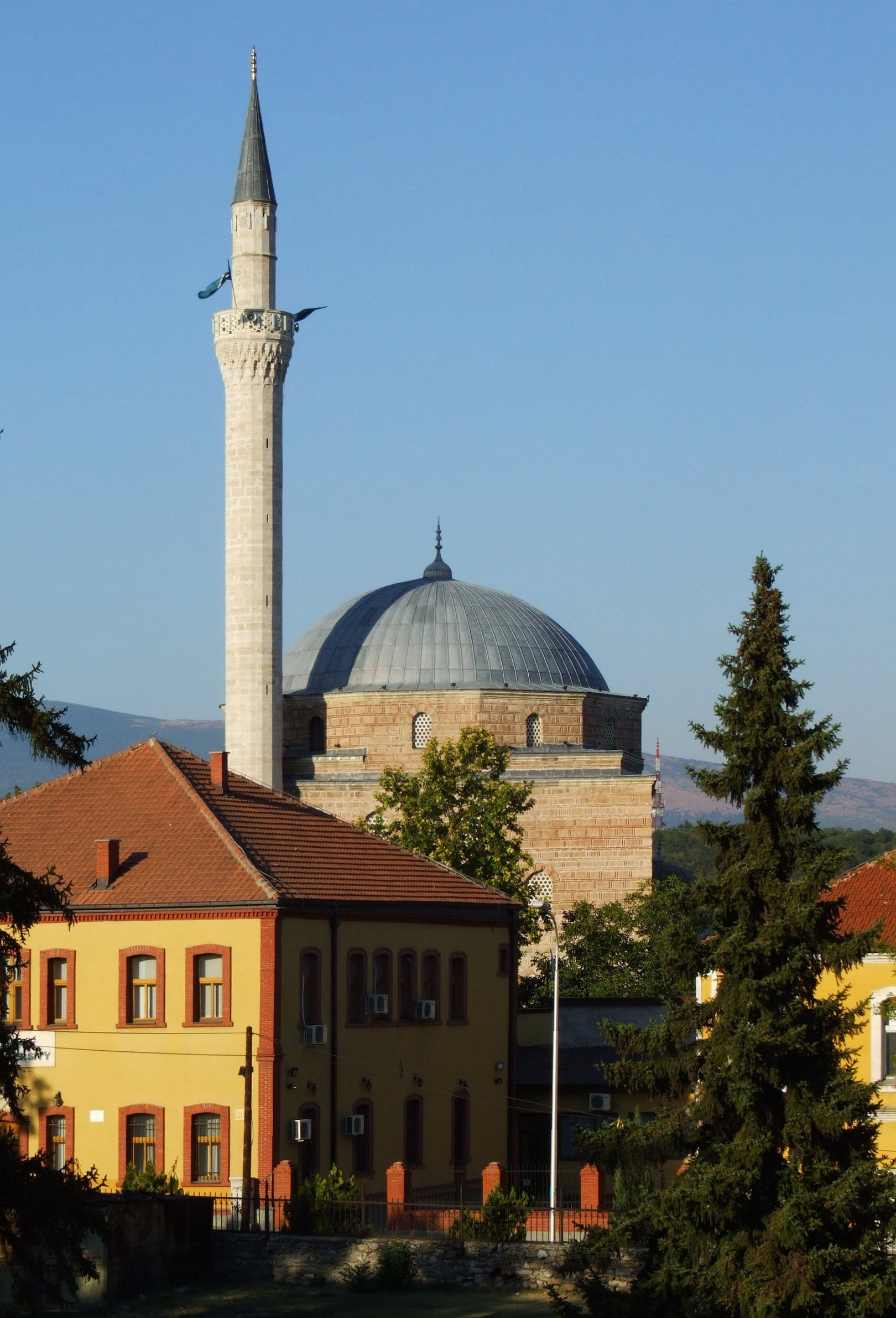
La mosquée Mustafa Pacha.
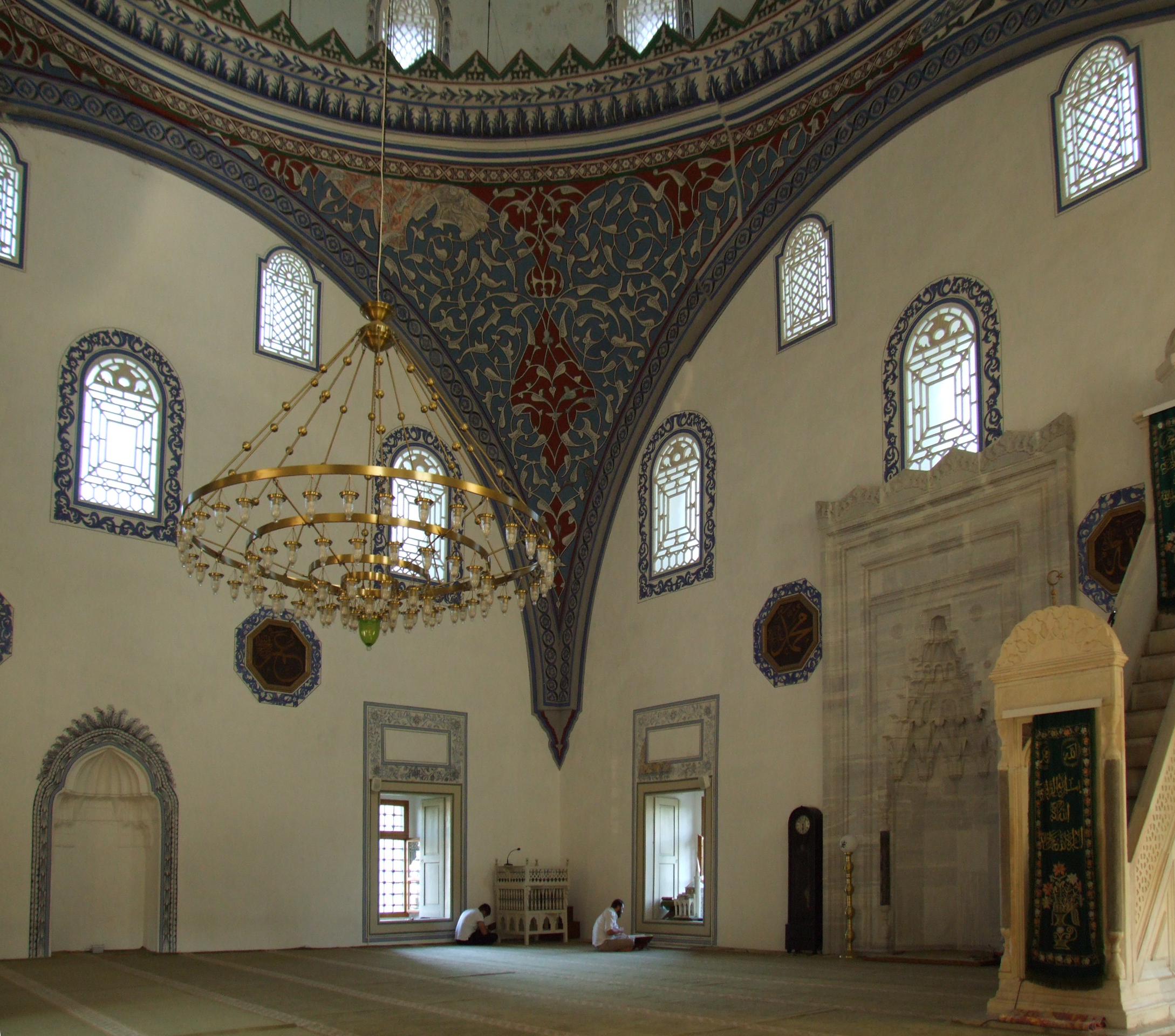
L'intérieur de la mosquée Mustafa Pacha.
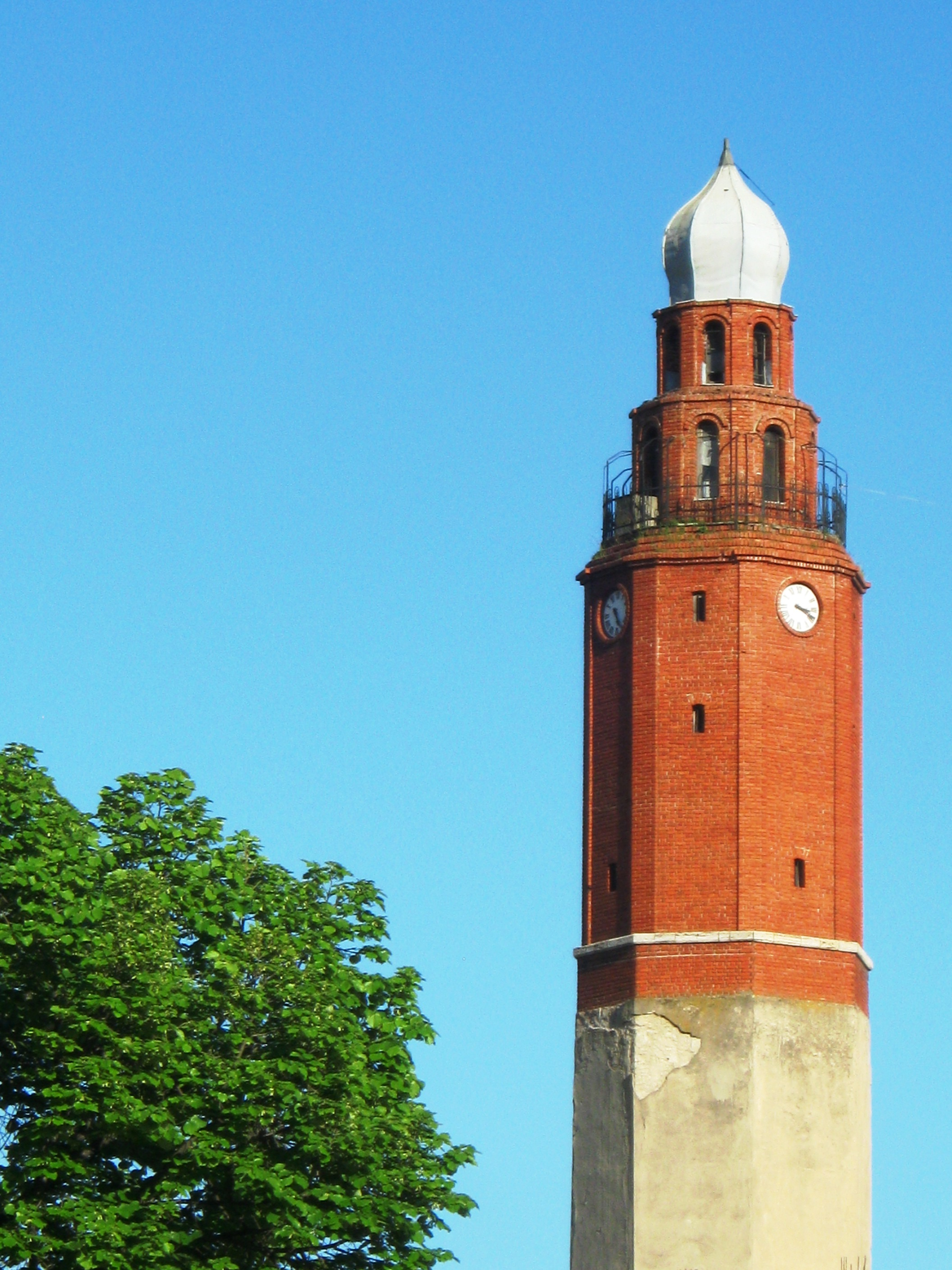
La tour de l'horloge.
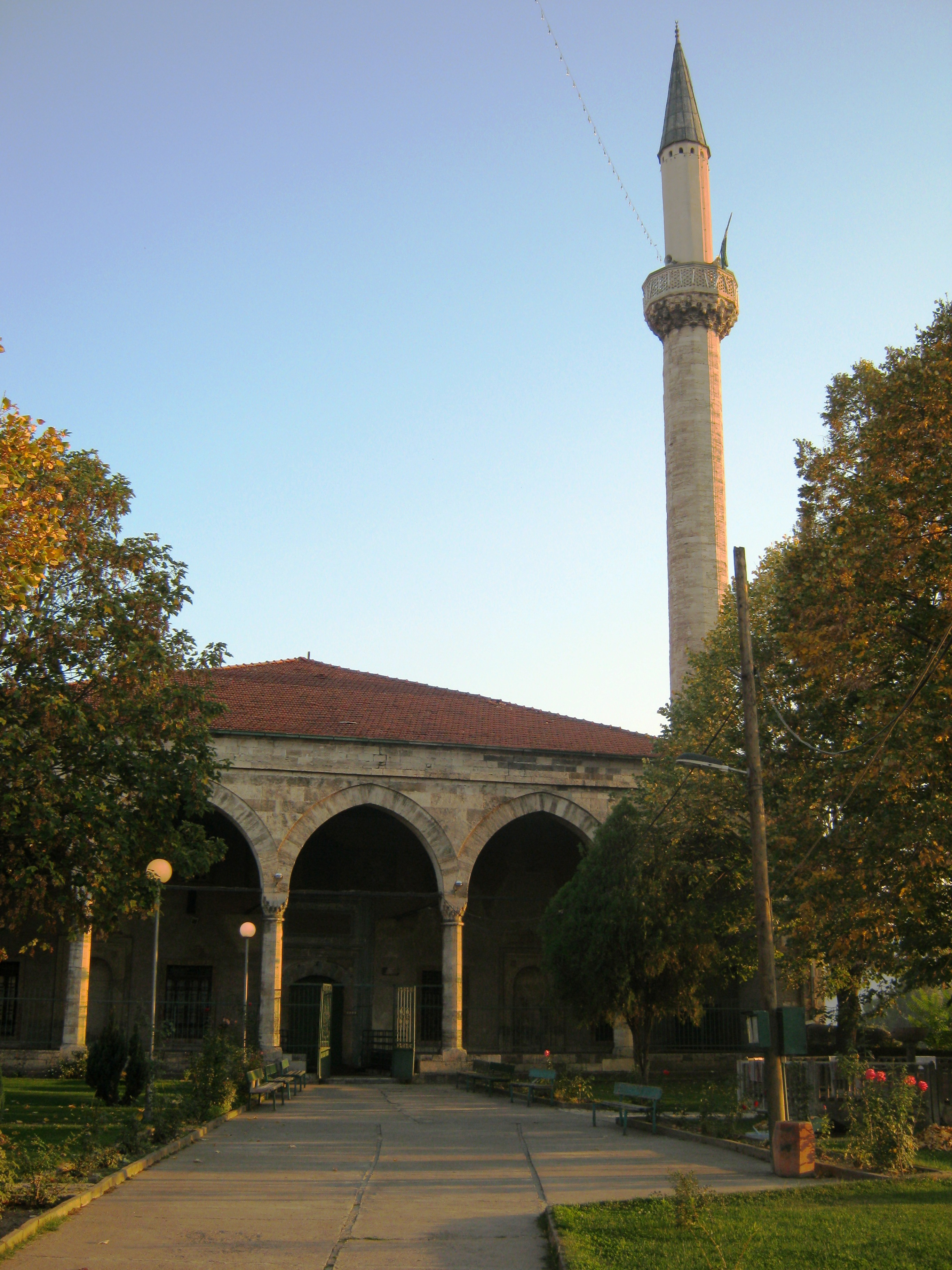
La mosquée du Sultan Murat.
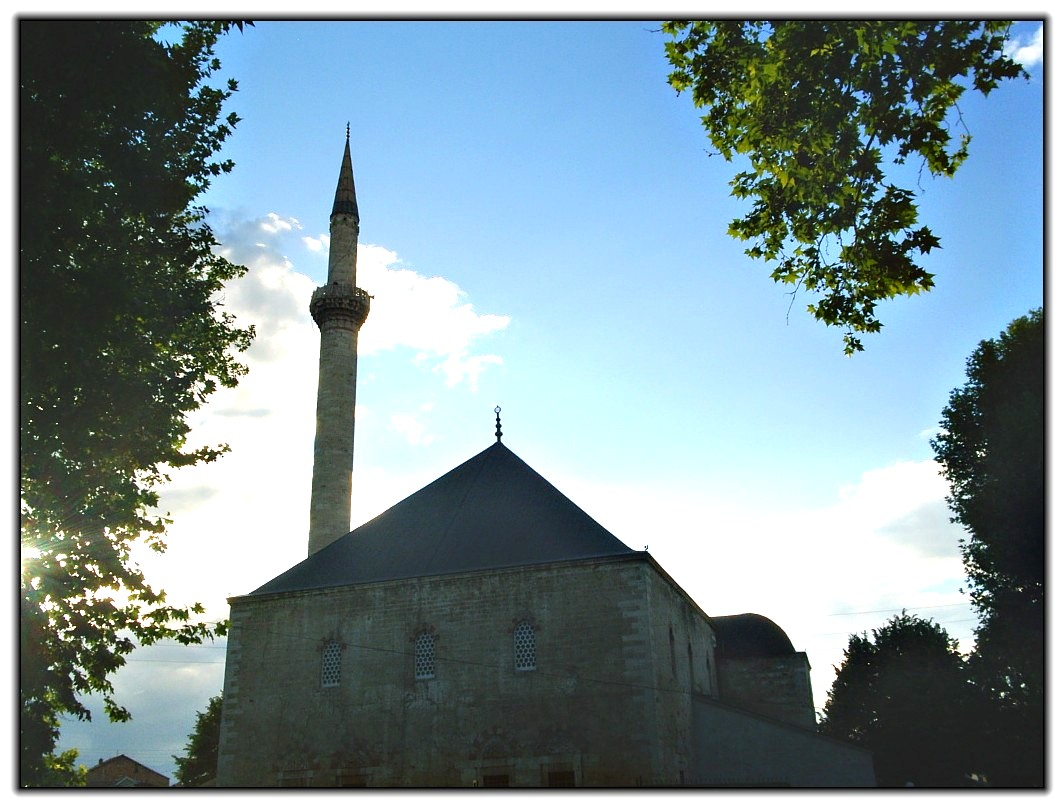
La mosquée Yahya Pacha.
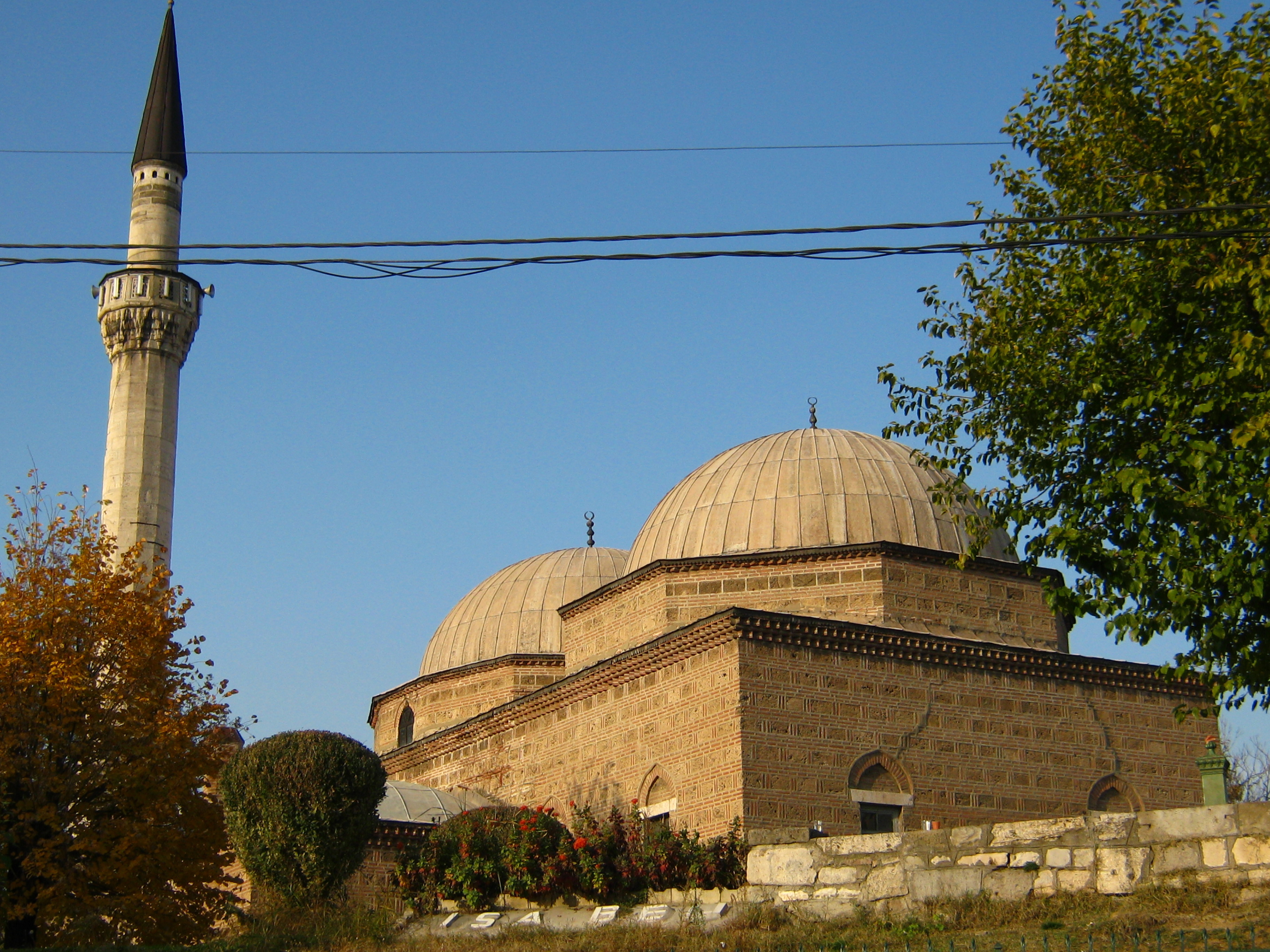
La mosquée Isa Bey.
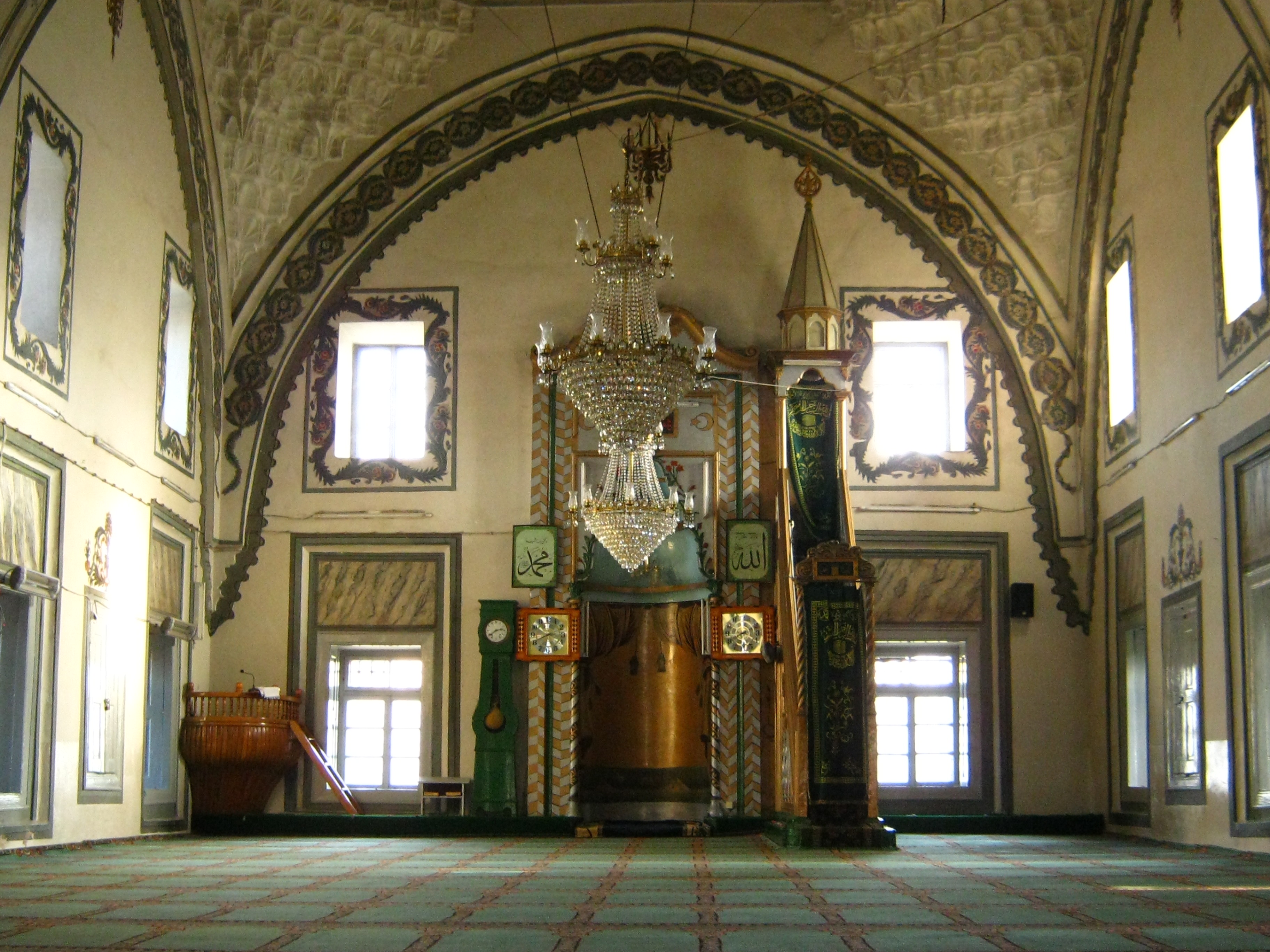
Intérieur de la mosquée Isa Bey.

### Églises

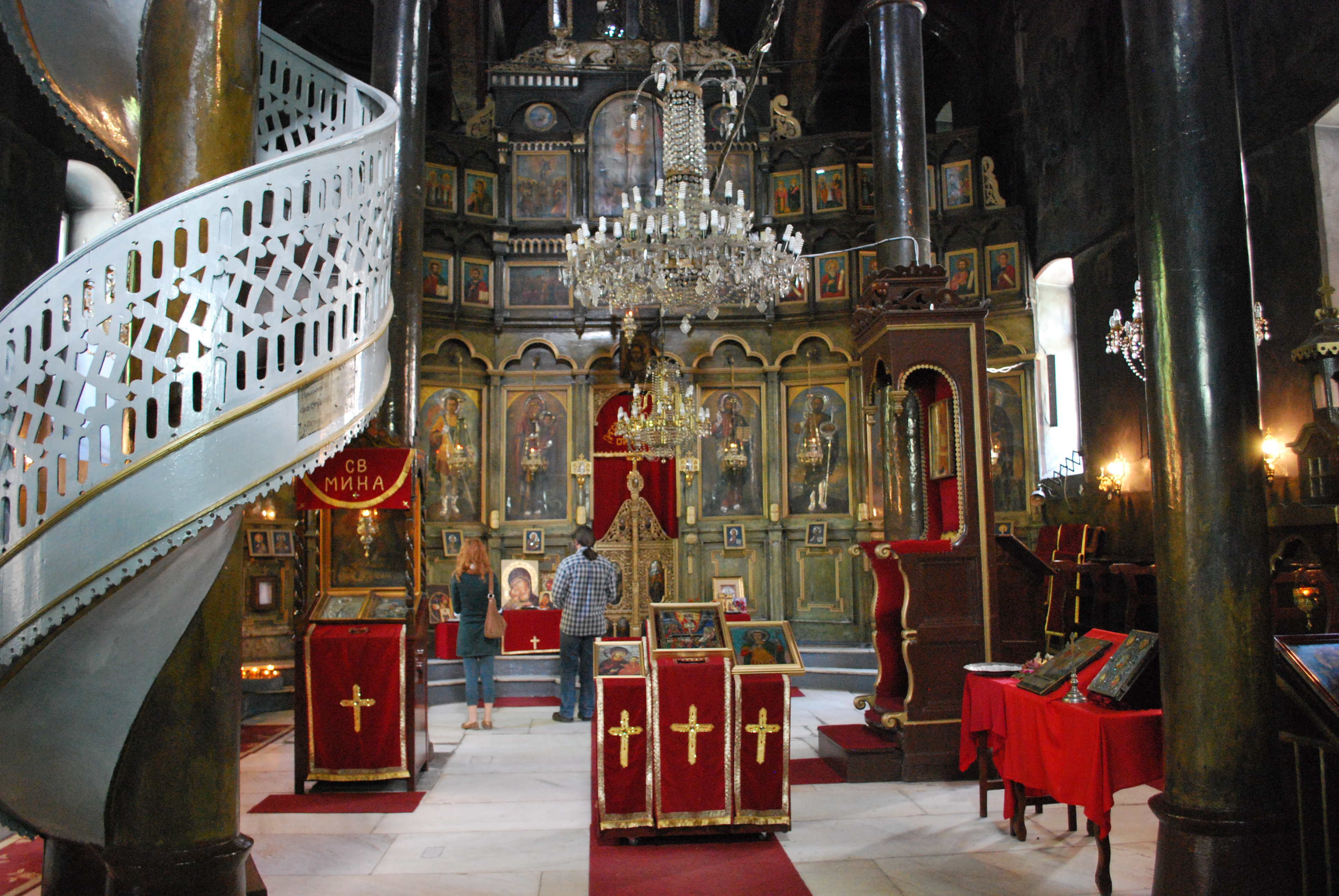
L'intérieur de l'église Saint-Dimitri.

L'église Saint-Sauveur (ou de l'Ascension) se trouve à proximité de la forteresse, elle a été construite après l'incendie qui avait ravagé la ville en 1689. Elle a obtenu son aspect actuel au XIXe siècle. Elle est surtout connue pour son iconostase de 1824, longue de dix mètres, et pour la tombe de Goce Delčev, héros macédonien du début du XXe siècle.
L'église Saint-Dimitri a été construite à l'entrée du bazar, non loin du Vardar. Une église se trouve sur ce site depuis le XVIe siècle. L'édifice actuel tient son aspect actuel des rénovations et des agrandissements effectués de 1886 à 1894. Son clocher date de 1908. Du XVIIIe siècle jusqu'au milieu du XIXe siècle, elle fut par ailleurs la cathédrale de Skopje. Dévastée par le tremblement de terre de 1963, elle a été redécorée par la suite. Derrière l'église se trouvait autrefois l'Evresko Maalo, le quartier juif de la ville, disparu en 1963.

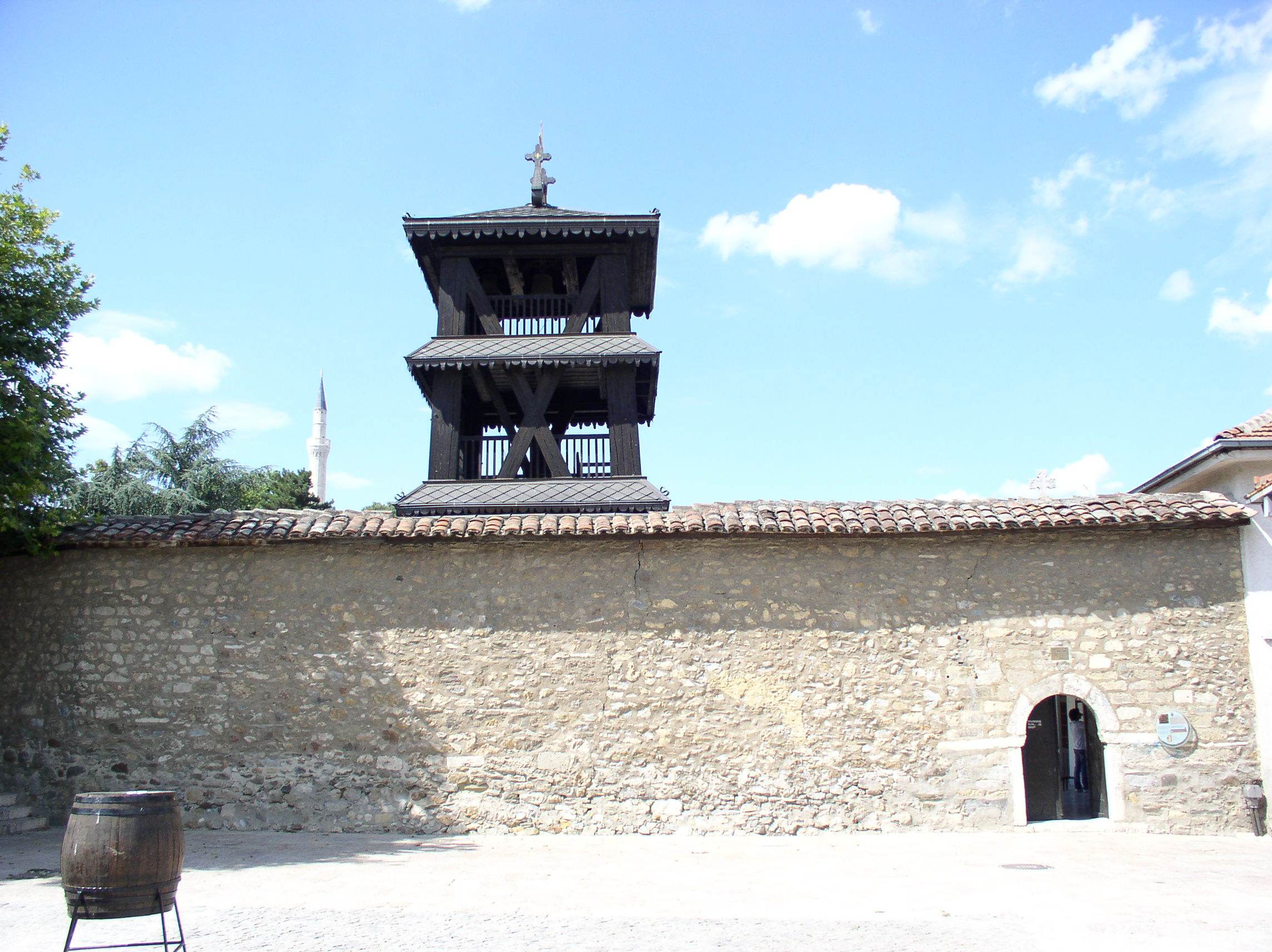
Le clocher en bois de l'église Saint-Sauveur.
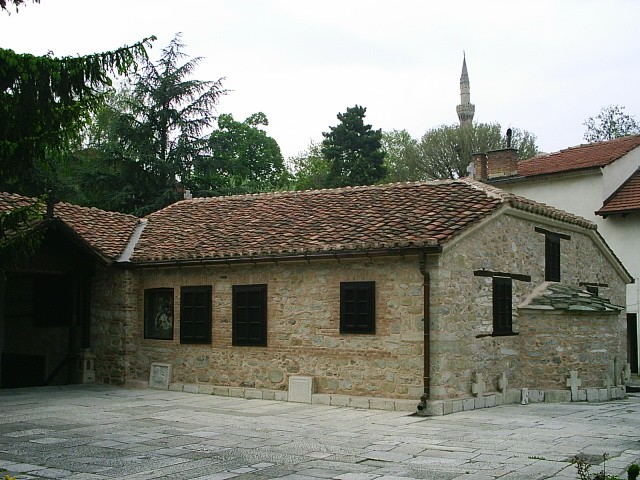
L'église Saint-Sauveur.
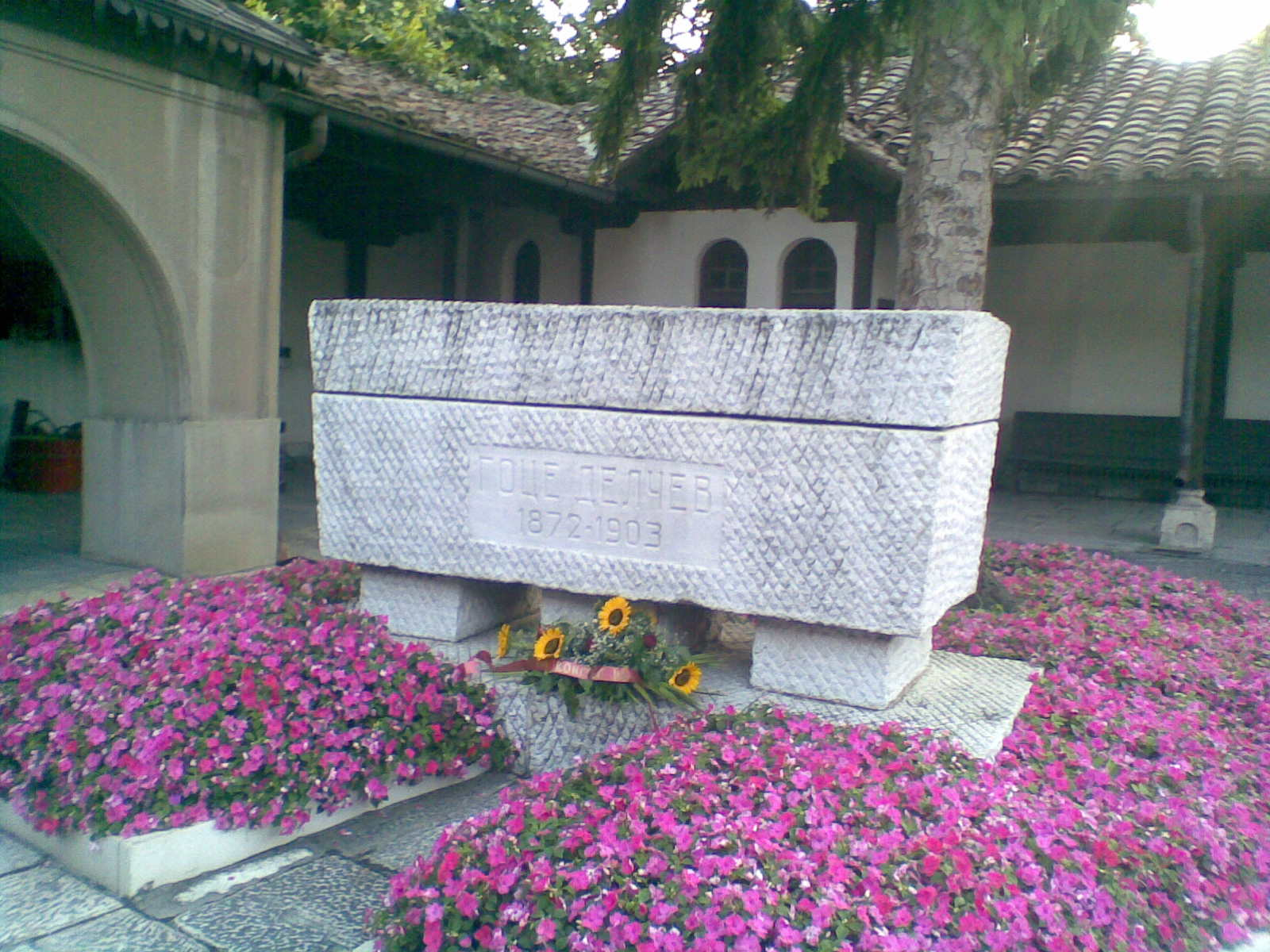
La tombe de Goce Delčev.
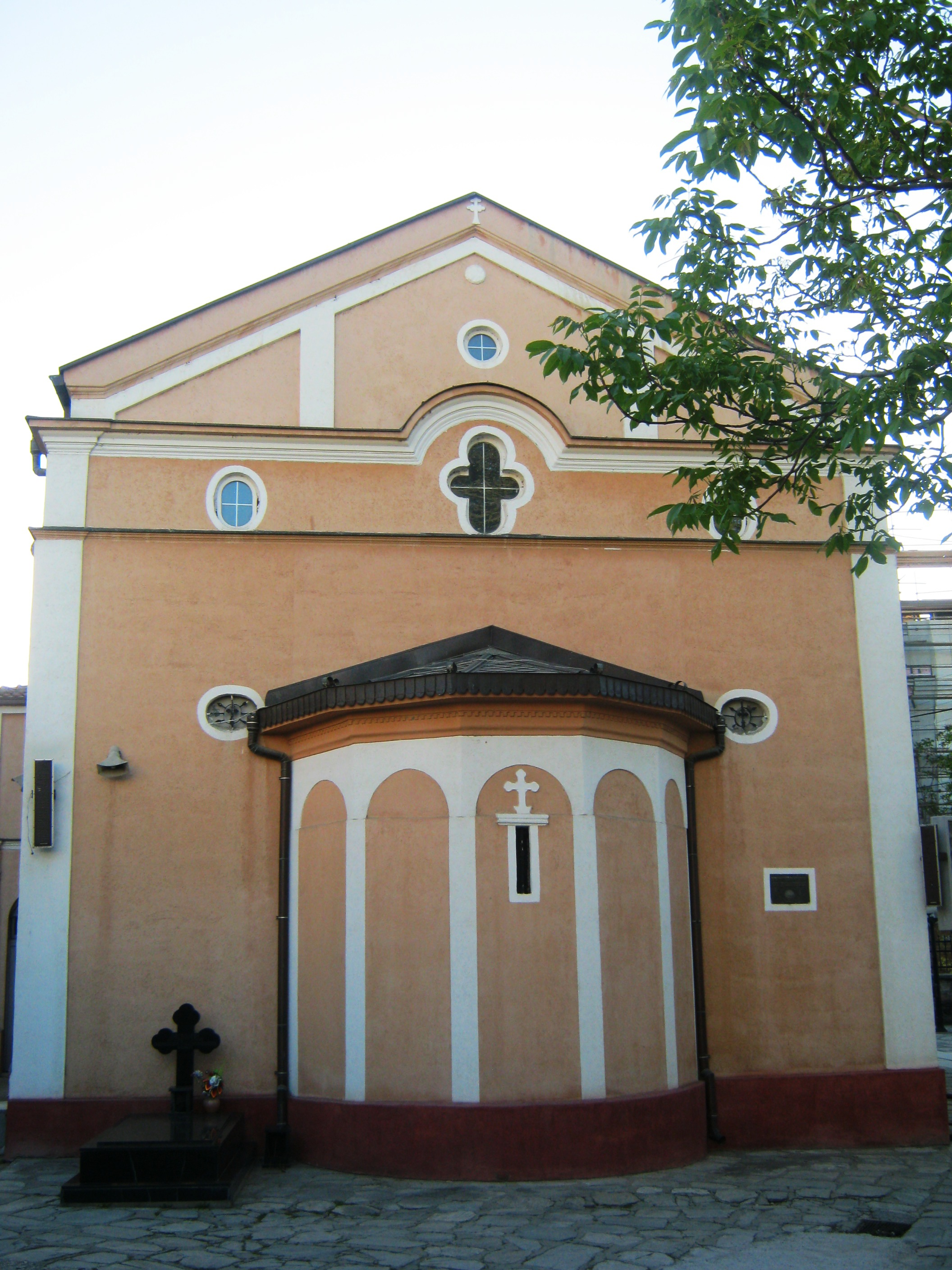
L'abside de l'église Saint-Dimitri.
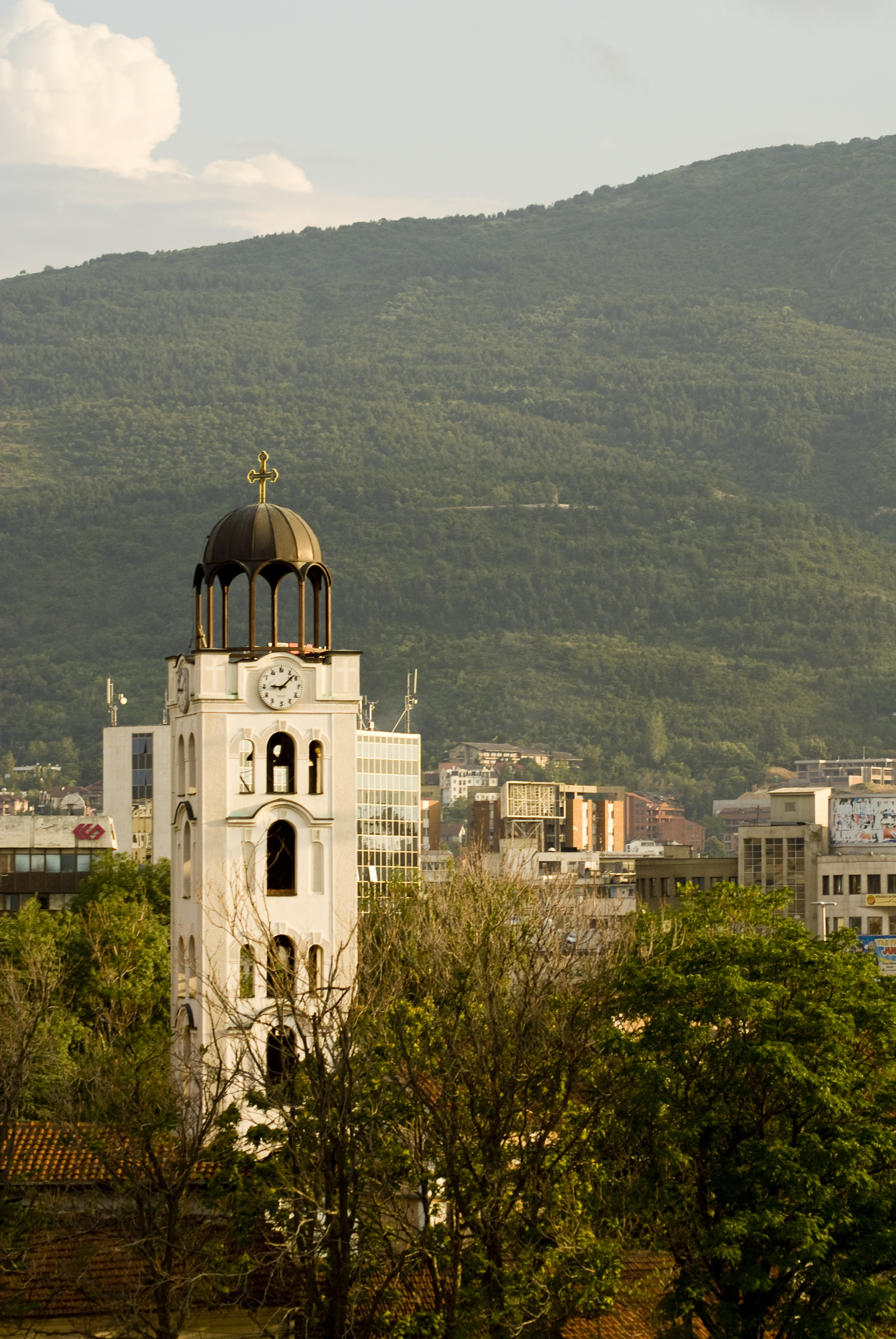
Le clocher de l'église Saint-Dimitri.

### Édifices publics

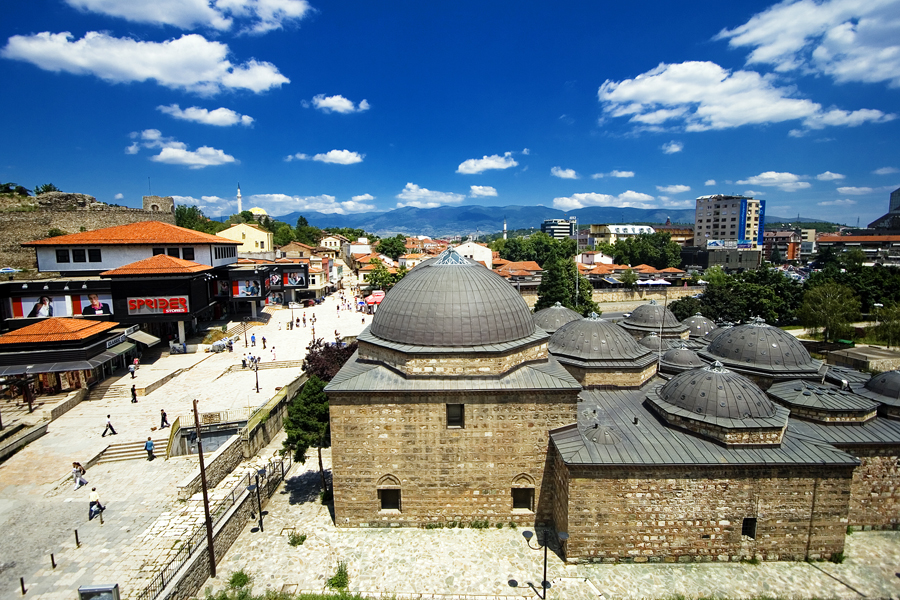
Le hammam Daout Pacha.

Le quartier compte deux hammams, le Tchifté et celui de Daout Pacha, tous deux construits au XVe siècle. Ils abritent tous les deux des collections de la Galerie nationale de Macédoine,.
À proximité du hammam Tchifté se trouve le caravansérail Souli An, construit au XVe siècle et qui couvre 2 101 mètres carrés. Il est aujourd'hui occupé par l'Académie de peinture et sert d'espace d'exposition. De la même époque, le Kapan An était dans les années 1990 un lieu nocturne alternatif. Il accueille plusieurs restaurants. Construit au XVIe siècle, Kourchoumli An est le caravansérail le moins restauré. Il sert de galerie lapidaire au musée de Macédoine, qui se trouve dans un complexe moderne construit à côté.
Au cœur du bazar se trouve aussi le Bezisten, un ancien marché couvert. Fondé au XVe siècle, il a disparu lors de l'incendie de 1689. Le bâtiment actuel date de la Belle Époque et il se compose d'un lacis de cinq ruelles ouvertes par quatre portes.
Le quartier compte enfin un certain nombre d'édifices typiques du début du XXe siècle, comme l'ancien bureau de poste ottoman, qui accueille aujourd'hui une université, l'ancien siège du vilayet du Kosovo, l'ancienne école de pédagogie, dont seule reste la façade, et plusieurs maisons et magasins, décorés de stucs.

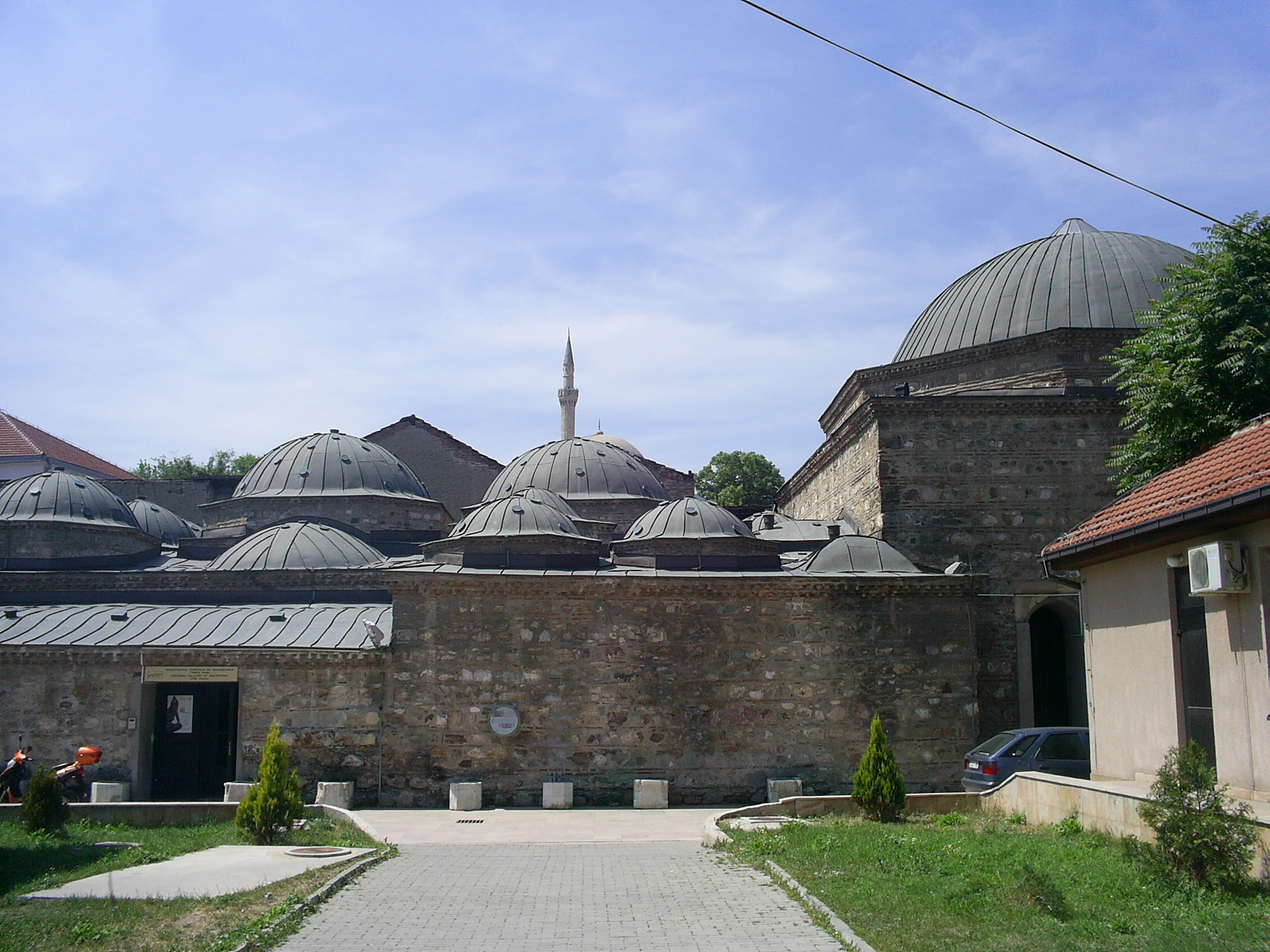
Le hammam Tchifté.
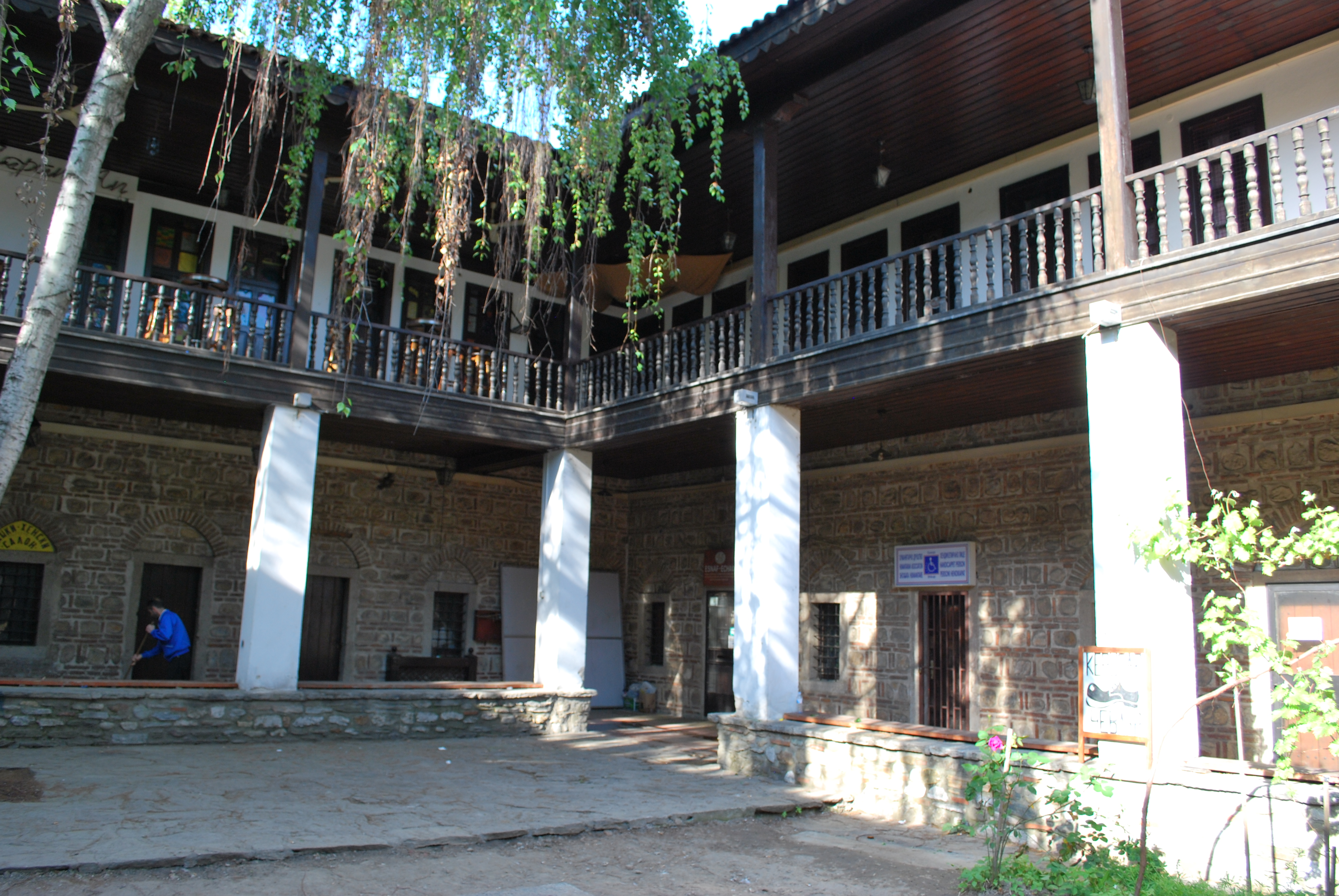
Le caravansérail Kapan An.
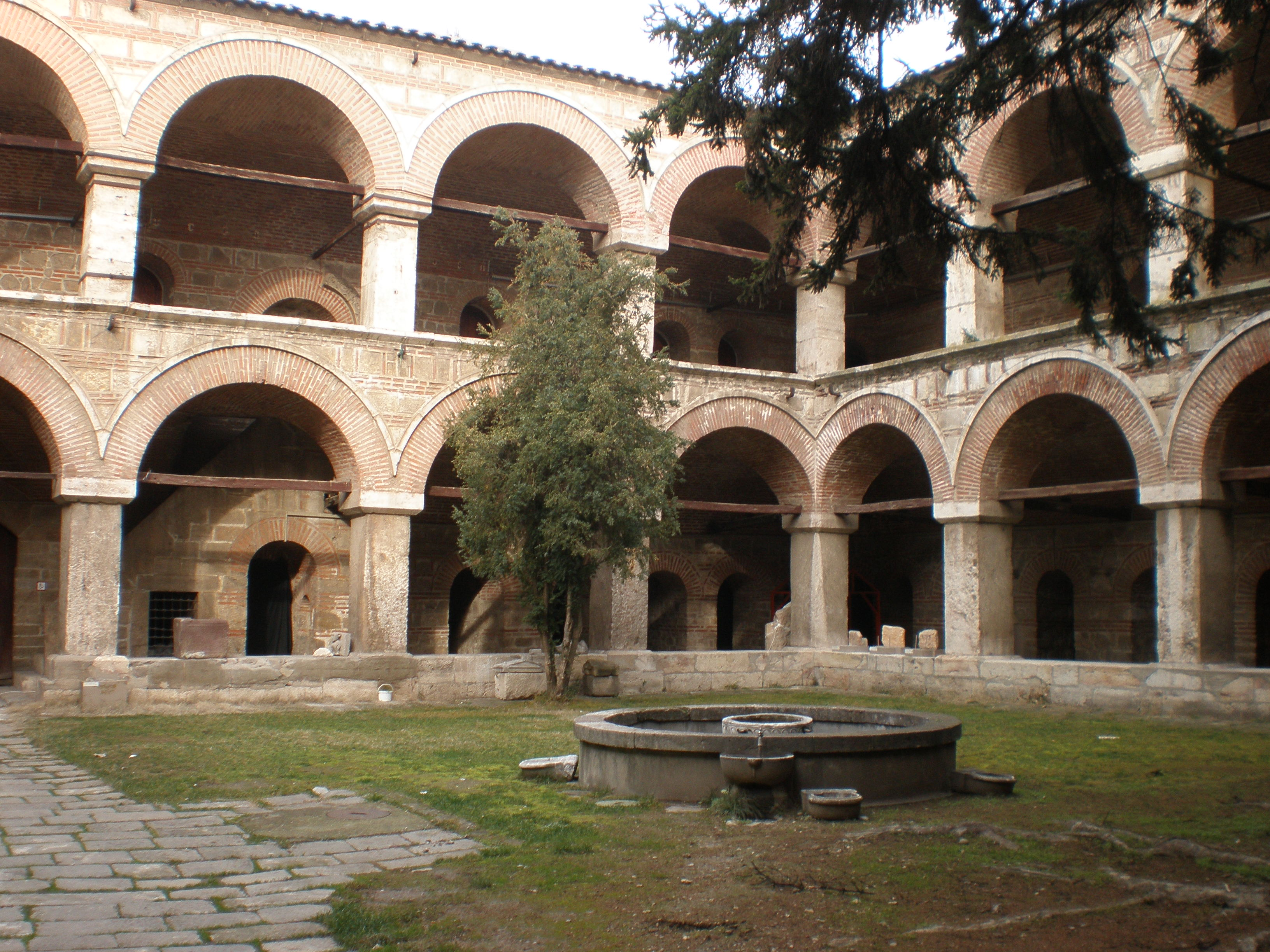
Kourchoumli An.
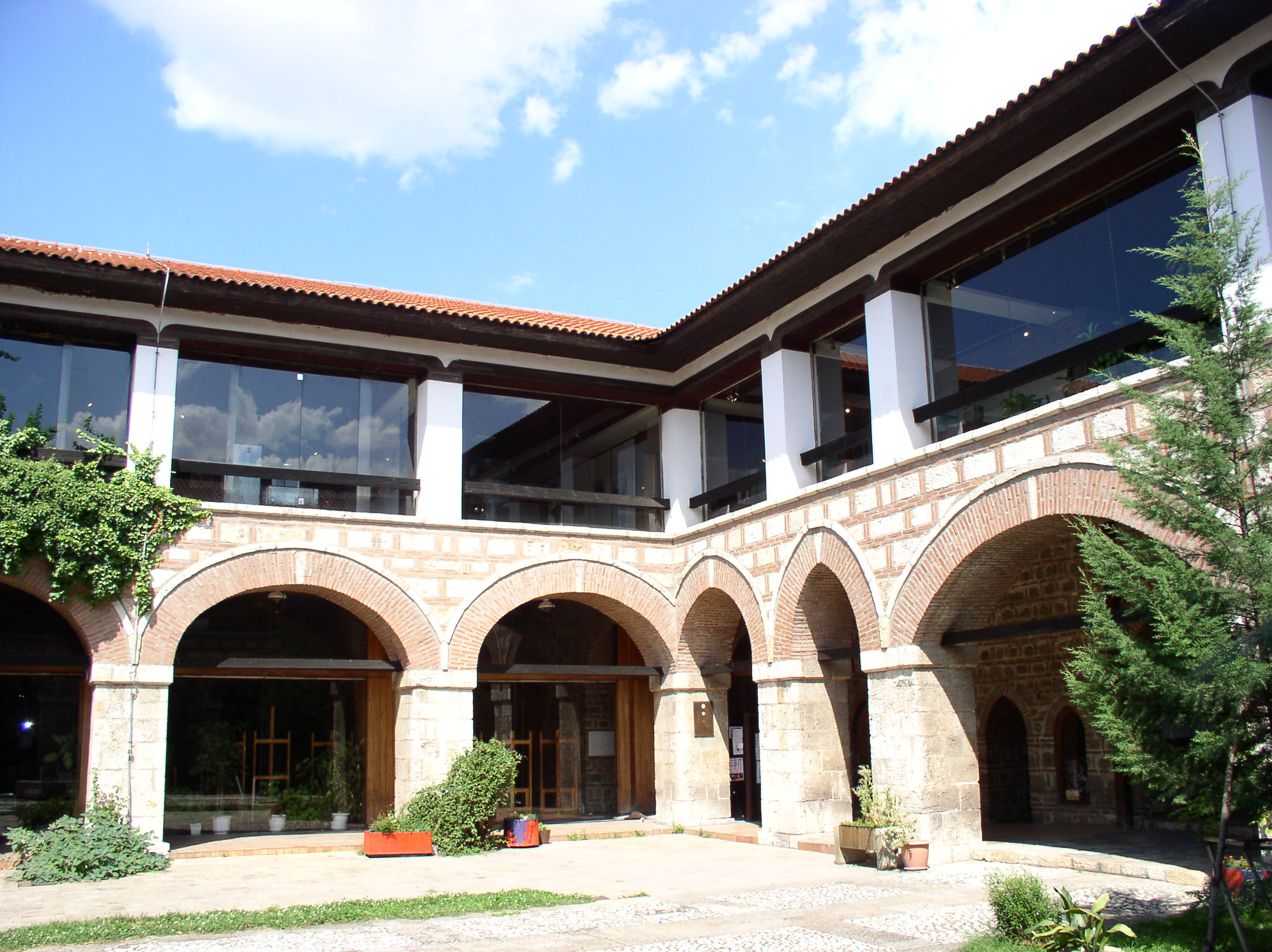
Souli An.
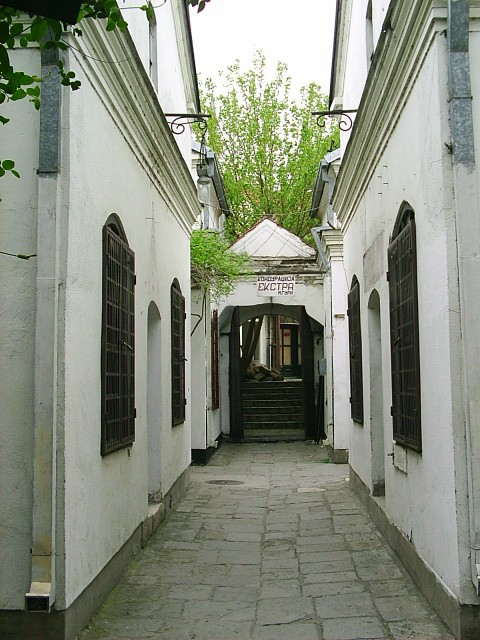
Le bezisten.
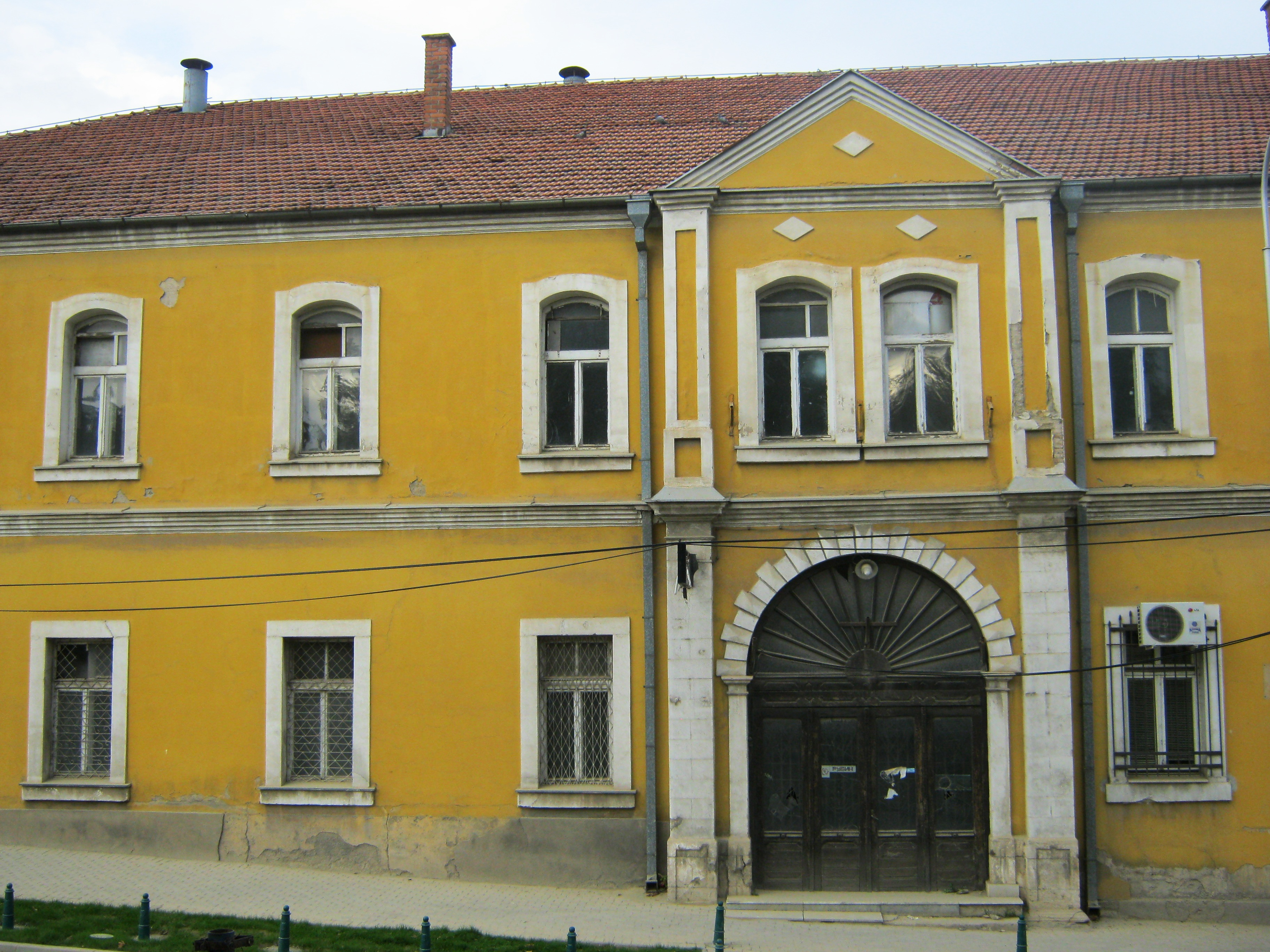
L'ancien siège du vilayet du Kosovo.
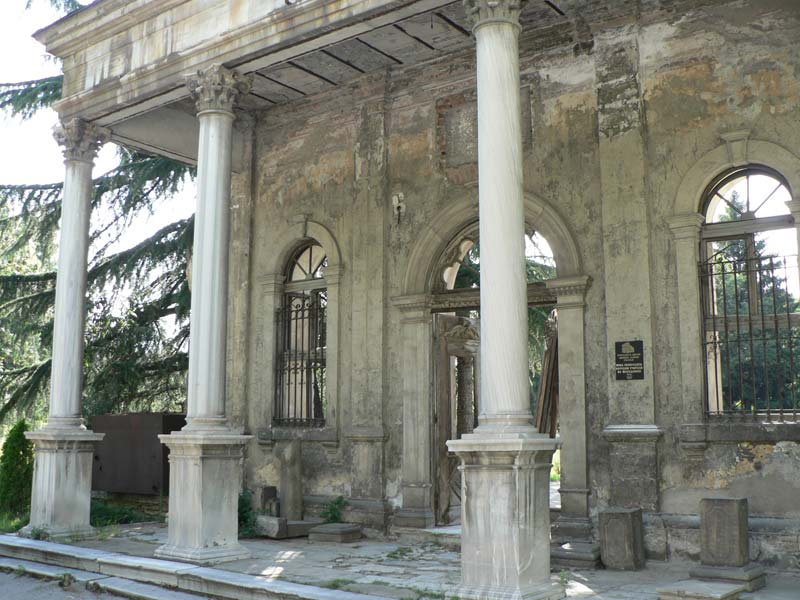
L'ancienne école de pédagogie.